# Leptocoma brasiliana
A Leptocoma brasiliana a madarak osztályának a verébalakúak (Passeriformes) rendjébe, ezen belül a nektármadárfélék (Nectariniidae) családjába tartozó nem.

## Rendszerezése
A fajt Johann Friedrich Gmelin német természettudós írta le 1788-ban, a Certhia nembe Certhia brasiliana néven.

## Alfajai
- Leptocoma brasiliana brasiliana (Gmelin, 1788) - India északkeleti része, Banglades, Mianmar, Thaiföld, a Maláj-félsziget, Szumátra, Jáva és Borneó
- Leptocoma brasiliana emmae (Delacour & Jabouille, 1928) - Kambodzsa és Dél-Vietnám
- Leptocoma brasiliana mecynorhyncha (Oberholser, 1912) - Simuelue sziget (Szumátrától nyugatra)
- Leptocoma brasiliana eumecis (Oberholser, 1917) - Anambas sziget (Malajzia keleti részén)
- Leptocoma brasiliana axantha (Oberholser, 1932) - Natuna sziget (Borneó északnyugati partvidéke mentén) [2]

## Előfordulása
Banglades, Brunei, India, Indonézia, a Fülöp-szigetek, Kambodzsa, Laosz, Malajzia, Mianmar, Szingapúr, Thaiföld és Vietnám területén honos. 
Természetes élőhelyei a szubtrópusi és trópusi síkvidéki esőerdők és mangroveerdők, valamint ültetvények.
A fajt madárkedvelők 1939-ben megpróbálták meghonosítani a Hawaii szigeteken, amikor 28 madarat engedtek szabadon Oahu szigetén. A kísérlet nem sikerült, a madarak végül mind eltűntek a szigetről.
|  |  |

## Természetvédelmi helyzete
Az elterjedési területe rendkívül nagy, egyedszám pedig stabil. A Természetvédelmi Világszövetség Vörös listáján nem fenyegetett fajként szerepel.